# Jordi Paquimeres
Jordi Paquimeres (en llatí Georgius Pachymeres, en grec antic Γεώργιος ὁ Παχυμερής 'Geórgios ho Pakhimerís') (Nicea 1242- Constantinoble ca. 1310) va ser un filòsof, matemàtic, historiador i un dels darrers i més importants escriptors de l'Imperi Romà d'Orient.
L'any 1204, arran de la Conquesta de Constantinoble (1204) a mans dels exèrcits de la Quarta Croada, el seu pare va fugir de Constantinoble i es va establir a Nicea. Va rebre una molt bona educació a Nicea i quan l'emperador Miquel VIII Paleòleg va reconquerir Constantinoble l'any 1261, hi va retornar. Allà va ser ordenat sacerdot i devia d'estudiar dret, ja que va ser advocat general de l'església (Πρωτέκτικος) i cap de justícia de la cort imperial (Δικαιοφύλαξ), càrrecs en els que va tenir un paper rellevant tant durant el regnat de Miquel VIII, com en el del seu successor Andrònic II.
El 1267 va acompanyar, segurament com a secretari, els tres comissionats imperials que van anar a veure l'exiliat patriarca Arseni de Constantinoble per investigar la seva participació en una conspiració contra Miquel VIII Paleòleg, i que van aconseguir la reconciliació entre Arseni i l'emperador. Es va oposar a la unió de les dues esglésies, l'ortodoxa i la llatina, que l'emperador buscava. Va influir decisivament en l'abdicació del patriarca Joan Vec o Bec i després en la de Jordi II de Xipre. Sembla que Paquimeres va dedicar una part del seu teps a l'snsenyament i entre els seus deixebles va tenir en Manuel Files, que va escriure un poema iàmbic a la seva mort. Va morir cap a l'any 1310, encara que alguns autors parlen del 1340 com a data de la seva mort.

## Obres
Va escriure:
- Historia Byzantina (o Relats històrics segons l'edició Failler) (De Michaele et Andronico Palæologis libri tredecim)
- καθ`ἑαυτόν (autobiografia poètica)
- Epitome in universam fere Aristotelis Philosophiam
- Paràfrasi de les obres de Pseudo-Dionís l'Areopagita (Παράφρασις εἰς τὰ τοῦ ἄγιου Διονισίου τοῦ Ἀρεοπαγίτου εὐρισκομένα)
- Tractat sobre l'Esperit Sant (De Processione Spiritus Sancti)
- Quadrivium: és a dir els tractats d'aritmètica, música, geometria i astronomia
- Dues cartes a Atanasi II d'Alexandria
- Exercicis de retòrica: Progymnasmata i Declamationes
- Diverses obres menors

### Historia Byzantina
Comprèn 13 llibres, que recullen la història de l'Imperi Romà d'Orient des del 1261 fins al 1308, continuant des d'on Jordi Acropolita havia acabat la seva. Hi quedaren plasmats els fets de la Companyia Catalana d'Orient.
L'obra es divideix en dues parts:
1. Una primera part dedicada al regnat de Miquel VIII Paleòleg. Redactat probablement al final del segle xiii o al principi del següent[3]
2. Una segona part dedicada al regnat del fill d'aquest Andrònic II, fins a l'estiu de 1307.

L'obra dedica una seixantena de capítols, del llibre XII al XIII a la Companyia Catalana d'Orient. Descrivint els esdeveniments succeïts els quatre primers anys de les gestes dels catalans, entre 1303 i 1307.
L'extensió, el detall i el contingut d'aquests, en alguns casos, superen la Crònica de Ramon Muntaner, tot i que no ho fa en interès i vivesa. Muntaner dedica 45 capítols de la seva crònica als deu anys de l'existència de la companyia (1303 - 1313).
Paquimeres va escriure la seva història, amb el sentiment dels temps difícils en la vida de l'imperi i de les conseqüències de la invasió de les tribus turques de l'Àsia Menor, el problema de la dominació dels llatins i el consegüent problema de l'església i davant la qüestió de la unió. L'esperit que amara doncs la seva història és profundament pessimista. Ho podem comprovar directament en el següent fragment, com a mostra d'aquest sentiment de desfeta imminent, que s'expressa al llarg de tota l'obra: “la nostra situació era doncs realment desesperada: pel que fa a la població de fora de la ciutat, com que no podia resistir l'imparable ímpetu dels turcs, una part era eliminada, una altra emigrava – uns a les ciutats i als castells, d'altres a les illes, d'altres fins i tot identificaven les zones segures de l'altra ribera i s'hi desplaçaven -, i pel que fa a la població de la ciutat, patia l'escassedat de queviures per la pèrdua dels dominis exteriors”.